# Campeonato Mundial de Basquetebol Feminino de 1957
O Campeonato Mundial de Basquetebol Feminino de 1957 foi a 2.ª edição do Campeonato Mundial de Basquetebol Feminino. Foi disputado no Brasil, organizado pela Federação Internacional de Basquetebol (FIBA) e pela Confederação Brasileira de Basquetebol.

## Equipes participantes
| - Argentina - Austrália - Brasil - Chile - Cuba - Tchecoslováquia | - México - Paraguai - Peru - Estados Unidos - Hungria - União Soviética |

## Final standings
| #  | Team            |
| -- | --------------- |
| 1  | Estados Unidos  |
| 2  | União Soviética |
| 3  | Tchecoslováquia |
| 4  | Brasil          |
| 5  | Hungria         |
| 6  | Paraguai        |
| 7  | Chile           |
| 8  | México          |
| 9  | Argentina       |
| 10 | Austrália       |
| 11 | Peru            |
| 12 | Cuba            |